# 1176
| 1176               |
| ------------------ |
| Dødsfald - Fødsler |
|                    |

| Gregoriansk kalender | 1176 MCLXXVI            |
| Ab urbe condita      | 1929                    |
| Armensk kalender     | 625 ԹՎ ՈԻԵ              |
| Kinesiske kalender   | 3872 – 3873 乙未 – 丙申 |
| Etiopisk kalender    | 1168 – 1169             |
| Jødisk kalender      | 4936 – 4937             |
| Hindukalendere       |                         |
| - Vikram Samvat      | 1231 – 1232             |
| - Shaka Samvat       | 1098 – 1099             |
| - Kali Yuga          | 4277 – 4278             |
| Iransk kalender      | 554 – 555               |
| Islamisk kalender    | 571 – 572               |

Konge i Danmark: Valdemar den Store enekonge fra 1157-1182
Se også 1176 (tal)

## Begivenheder
- 29. maj - under Slaget ved Legnano besejrer Den Lombardiske liga den tyske kejser Frederik Barbarossa, da dennes fætter  Henrik Løve nægter at deltage